# Danès
|  | Per a altres significats, vegeu «Albert Danès Tejedor». |

El danès o danés (dansk  d̥ænˀsɡ̊ (?·pàg.); dansk sprog, ˈd̥ænˀsɡ̊ ˈsb̥ʁɔʊ̯ˀ) és una llengua germànica septentrional parlada per al voltant de sis milions de persones, principalment a Dinamarca i a la regió de Schleswig Meridional al nord d'Alemanya, en la qual posseeix l'estatus de llengua minoritària. També hi ha importants comunitats de parla danesa a Noruega, Suècia, als Estats Units, Canadà, al Brasil i a l'Argentina. A causa de la immigració i el canvi lingüístic a les zones urbanes, al voltant de 15-20% de la població de Groenlàndia parla danès com a llengua materna.
El danès és en gran part mútuament intel·ligible amb el noruec i el suec. Les persones competents en qualsevol dels tres idiomes poden entendre els altres, tot i que diversos estudis han demostrat que els parlants de noruec en general entenen tant danès i suec molt millor que els suecs o danesos s'entenen entre si. Tots dos suecs i els danesos també entenen noruec millor que el que ells entenen l'idioma de l'altre.
Juntament amb les altres llengües germàniques del nord, el danès és un descendent de nòrdic antic, la llengua comuna dels pobles germànics que vivien a Escandinàvia durant l'era dels vikings. El danès, juntament amb el suec, es deriva del grup dialecte nòrdic de l'Est, mentre que el dialecte de l'antic noruec abans de la influència de danès i el bokmål es classificava com una llengua nòrdica occidental juntament amb el feroès i l'islandès. Una classificació més recent basada en la intel·ligibilitat mútua separa el modern danès parlat, el noruec i el suec en un grup anomenat escandinau continental, mentre que l'islandès i el feroès es col·loquen en una categoria separada anomenada escandinau insular.
El danès té un inventari vocal relativament gran que consta de 16 fonemes i es distingeix pels molts sons faringealitzats, que inclouen tant les vocals com les consonants. El danès escrit i el noruec són particularment propers, tot i que la fonologia (és a dir, el sistema de relacions entre els sons de la parla que constitueixen els components fonamentals de la llengua) i la prosòdia (els patrons d'accentuació i entonació) difereixen una mica.

## Història

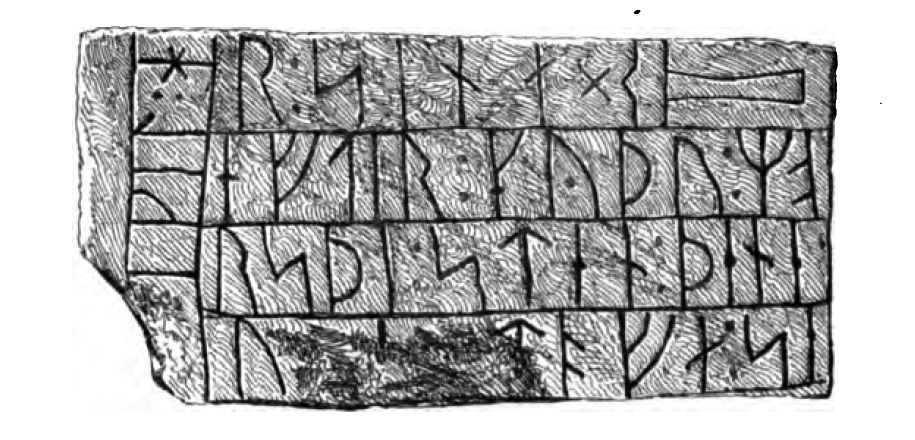
Dibuix de la inscripció rúnica danesa 48 publicat el 1868.

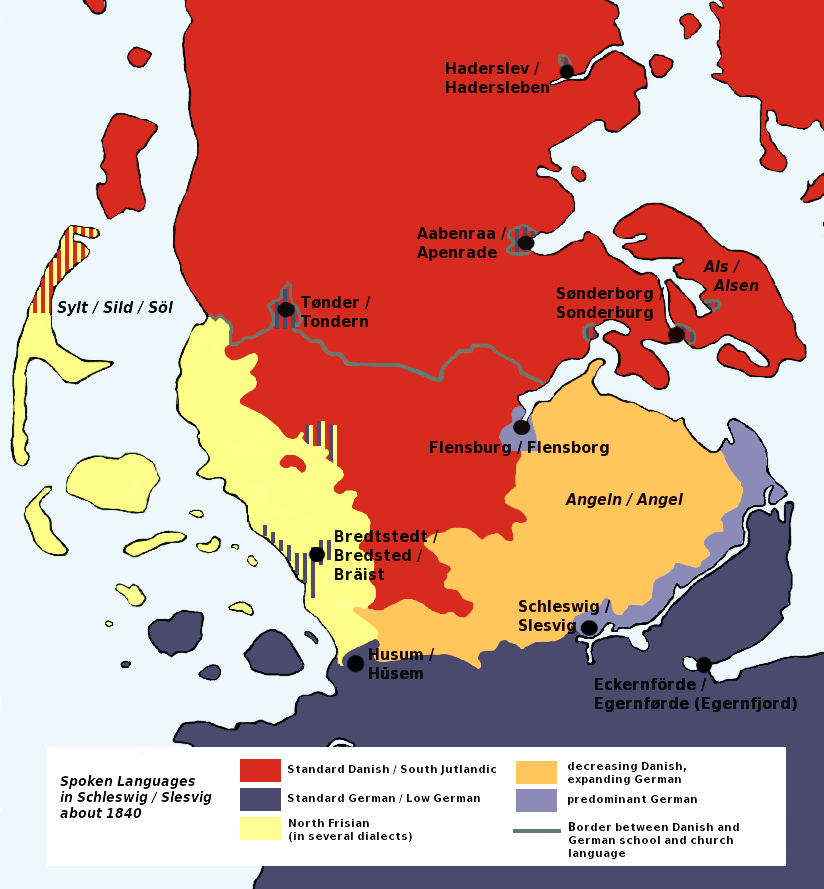
Substitució lingüística al a Schleswig Meridional

Al segle vuitè, la llengua germànica comuna d'Escandinàvia, el proto-nòrdic, havia sofert alguns canvis i havia esdevingut nòrdic antic. Aquest llenguatge va començar a patir nous canvis que no es van estendre a tots els països escandinaus, uns canvis que es va traduir en l'aparició de dos dialectes similars, antic nòrdic occidental (Noruega i Islàndia) i antic nòrdic oriental (Dinamarca i Suècia).
L'antic nòrdic oriental es diu rúnic suec a Suècia i rúnic danès a l'est de Dinamarca, però fins al segle xii, el dialecte era més o menys el mateix en els dos països. Els dialectes es diuen rúnic pel fet que el cos principal del text apareix en alfabet rúnic. A diferència de proto-nòrdic, que va ser escrit amb alfabet futhark antic, el nòrdic antic va ser escrit amb alfabet futhark recent, que només tenia 16 lletres. A causa del nombre limitat de runes, es van utilitzar algunes runes per a un rang de fonemes, com la runa per a la vocal u que també es va fer servir per a les vocals o, ø i y, i la runa per a i que també es va fer servir per a e.
Un canvi que separà el vell nòrdic oriental (rúnic suec / danès) del vell nòrdic occidental fou el canvi del diftong æi (antic nòrdic occidental ei) al monoftong e, com al mot stæin envers sten ("pedra", cfr. anglès stone). Això es reflecteix a les inscripcions rúniques on la més antiga diu stain i la posterior stin. També hi va haver un canvi de au com a dauðr en ø com a døðr. Aquest canvi es mostra a les inscripcions rúniques com a canvi de tauþr en tuþr. A més, el diftong øy (antic nòrdic occidental ey) va canviar a ø igualment, com ara en l'antic mot nòrdic antic per a "illa".
Autors famosos d'obres en danès són el filòsof existencialista Søren Kierkegaard, el prolífic autor de contes de fades Hans Christian Andersen, i el dramaturg Ludvig Holberg. Tres autors danesos del segle xx s'han convertit en llorejats Premis Nobel de Literatura: Karl Adolph Gjellerup i Henrik Pontoppidan (receptors conjunts el 1917) i Johannes Vilhelm Jensen (premi el 1944).
El vell nòrdic oriental era àmpliament parlat en els comtats del nord-est d'Anglaterra. Moltes paraules derivades del nòrdic, com ara "gate" (gade) "porta" de carrer, encara sobreviuen a Yorkshire i les Midlands de l'Est (parts de l'est d'Anglaterra) colonitzades pels vikings danesos. La ciutat de York fou un cop l'assentament viking de Jorvik. Diverses altres paraules de l'anglès modern també es deriven de l'antic nòrdic oriental, per exemple, "knife" (kniv) "ganivet", "husband" (husbond) "marit", i "egg" (æg), "ou". El sufix "-by" per a 'ciutat' és comú en la toponímia de Yorkshire i Midlands de l'Est, com per exemple Selby, Whitby, Derby i Grimsby. La paraula dale a Yorkshire i Derbyshire s'utilitza habitualment en lloc de valley ("vall).
El primer llibre imprès en danès data del 1495. La primera traducció completa de la Bíblia en danès va ser publicada l'octubre del 1550

## Distribució geogràfica
El danès és la llengua nacional de Dinamarca i un dels dos idiomes oficials de les illes Fèroe (al costat de feroès). Fins a l'any 2009, també havia estat un dels dos idiomes oficials de Groenlàndia (al costat de grenlandès). El danès és àmpliament parlat a Groenlàndia ara com a lingua franca, i una part desconeguda de la població nativa de Groenlàndia té el danès com a llengua materna; gairebé la totalitat de la població nativa de Groenlàndia parla danès com a segona llengua des de la seva introducció en el sistema educatiu com a llengua obligatòria el 1928. El danès fou un idioma oficial a Islàndia fins a 1944, però encara avui és àmpliament utilitzat i és matèria obligatòria a l'escola.

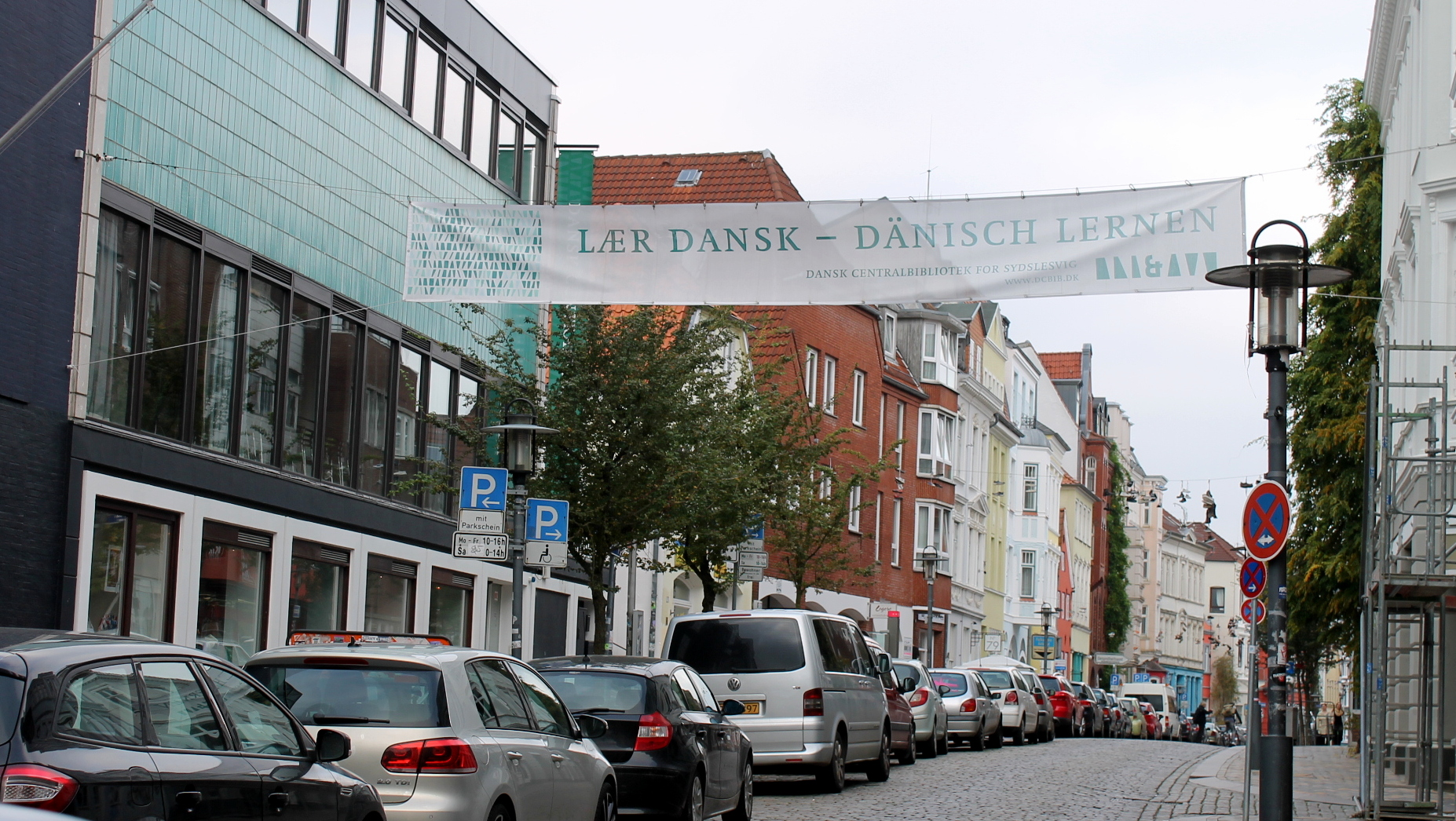
Aprèn danès pancarta a Flensburg, Alemanya on és una llengua regional reconeguda oficialment

A més, hi ha una comunitat notable de parlants danesos a Schleswig Meridional, la part d'Alemanya que voreja Dinamarca, on és una llengua regional oficialment reconeguda, igual que l'alemany que es troba al nord de la frontera. D'altra banda, el danès és un dels idiomes oficials de la Unió Europea i un dels idiomes de treball del Consell Nòrdic. Sota la Convenció Llengua nòrdica, els ciutadans de parla danesa dels països nòrdics tenen l'oportunitat d'utilitzar la seva llengua materna en la interacció amb organismes oficials d'altres països nòrdics sense ser responsables de qualsevol cost de traducció.
La més estesa de les dues varietats de noruec, el bokmål, és un llengua derivada del danès. Fins al 1814, el danès era l'idioma oficial de Noruega. El bokmål es basa en el danès a diferència de l'altra varietat de noruec, el nynorsk, que es basa en els dialectes noruecs, amb l'antic noruec com a punt de referència important.
No hi ha cap llei que estipuli una llengua oficial de Dinamarca, de manera que el danès només ho és de facto. El Codi de Procediment Civil, però, es va anar a dormir danès com la llengua dels tribunals. Des de 1997 les autoritats públiques s'han vist obligats a observar l'ortografia oficial a través de la Llei d'ortografia.

### Desenvolupament

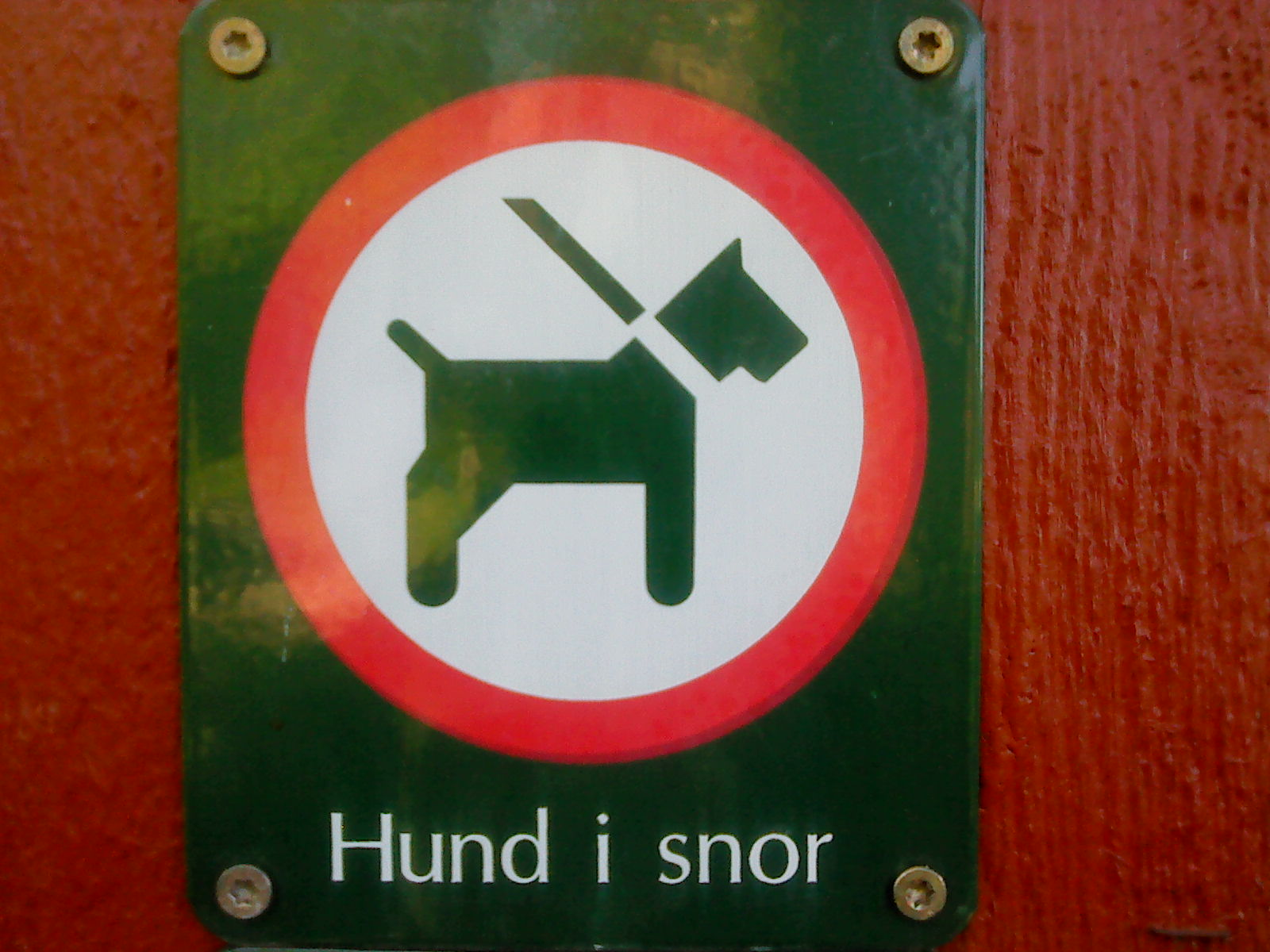
Indicació de "Gos lligat (amb corretja)" en danès a Dinamarca.

#### Literatura
Durant Edat d'Or danesa (1800-1850), la literatura se centrà en el pensament romàntic, amb autors com el filòsof Henrik Steffens i el poeta Bernhard Severin Ingemann (1789-1862). Una de les figures més importants de la cultura literària danesa fou Nicolai Frederick Severin Grundtvig (1783-1872). Hans Christian Andersen (1805-1875) és recordat sobretot pels seus contes de fades, escrits entre 1835 i 1872. Søren Kierkegaard (1813-1855) fou un filòsof existencialista i un teòleg. L'Eclosió Moderna fou un important moviment literari escandinau, sorgit cap al final del segle xix (1870-1890), i dirigit per Georg Brandes (1842-1927).

#### Educació
El danès és una assignatura obligatòria a l'escola a les dependències daneses de les illes Fèroe (on també és idioma oficial junt amb el feroès) i a Groenlàndia (on, però, l'única llengua oficial des del 2009 és el kalaallisut i el danès ara es parla com lingua franca), així com l'antiga possessió de la corona a Islàndia.

## Dialectes

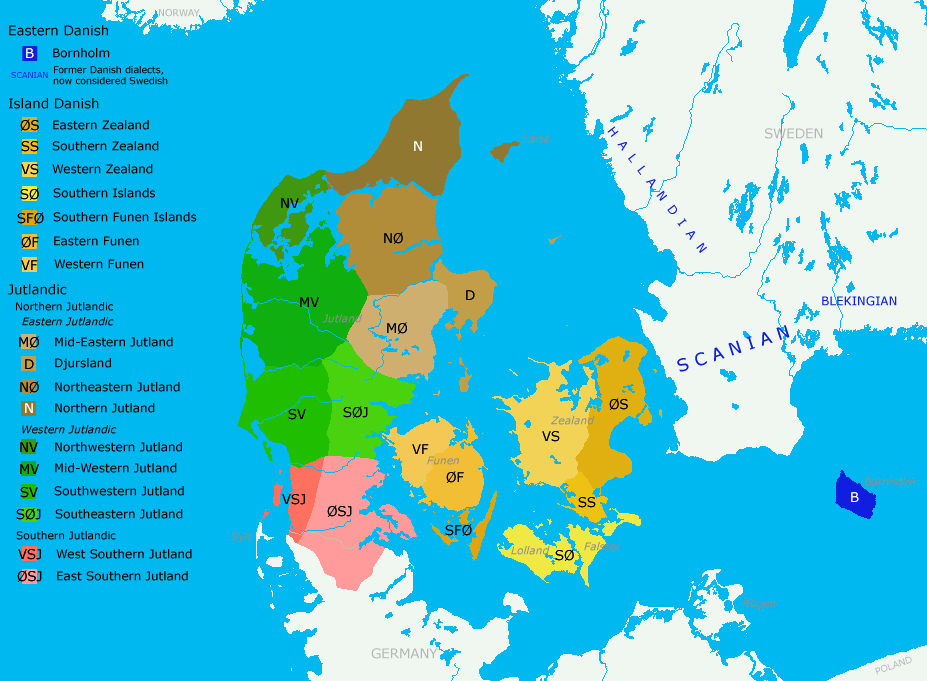
Mapa dels dialectes danesos

L'estàndard danès (Rigsdansk) és la llengua basada en els dialectes que es parlen en els voltants de la capital, Copenhaguen. A diferència de suec i noruec, el danès no té més d'una norma de la parla regional. Més del 25% de tots els parlants danesos viuen a l'àrea metropolitana de la capital, i la majoria de les agències governamentals, institucions i grans empreses mantenen les seves oficines centrals a Copenhaguen, cosa que ha donat lloc a un parlar nacional molt homogeni. Per contra, tot i que Oslo (Noruega) i Estocolm (Suècia) són bastant dominant en termes d'estàndards de veu, ciutats com Bergen, Göteborg i la regió de Malmö - Lund són grans i prou influents per crear normes regionals secundàries, de manera que la llengua estàndard és més variada que en cas de Dinamarca. L'acord general és que l'estàndard danès es basa en una forma del dialecte de Copenhaguen, però la norma específica, com passa amb la majoria de les normes lingüístiques, és difícil d'establir clarament tant pels llecs com pels acadèmics. Històricament, l'estàndard danès va sorgir com un compromís entre el dialecte de Sjælland i el d'Escània. Les primeres traces d'aquest es poden veure en els textos de la lleis provincials daneses a l'est, com la Skånske Lov, de la mateixa manera que es pot reconèixer el danès occidental en les lleis de la mateixa al Codex Holmiensis.
Malgrat el monopoli cultural relatiu de la capital i el govern centralitzat, la geografia dividida del país va permetre dialectes rurals diferents que floriren durant segles. Aquestes "genuïns" dialectes eren parlats anteriorment per una gran part de la població, però el seu ús ha disminuït molt des de la dècada de 1960. Encara existeixen en les comunitats rurals, però la majoria dels parlants en aquestes àrees en general parlen una forma regionalitzada de l'estàndard danès, quan parlen amb algú que els parla en aquest mateix estàndard. En general, es parla una adaptació del dialecte local al rigsdansk, tot i que és comú que hi hagi una alternança de codi entre la norma estàndard similar i un dialecte diferent.

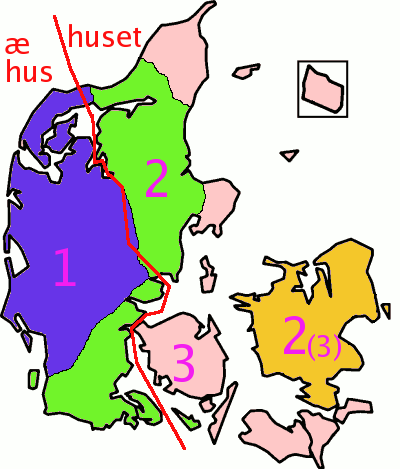
Classificació dels dialectes del danès en funció dels gèneres que tenen. Noteu que tot i que l'estàndard en té dos, a l'oest de Jutlàndia s'han arribat a reduir a un de sol, mentre que a Fiònia es mantenen tots tres.

El danès es divideix en tres grups dialectals distints, que posteriorment se subdivideixen en uns 30 dialektområder:
- Danès insular (ømål), inclou els dialectes de les illes daneses de Sjælland, Fiònia, Lolland, Falster, i Møn
- Jutlàndic (Jysk), dividit encara més al nord, est, oest i jutlàndic meridional
- Bornholmès (bornholmsk) el dialecte de l'illa de Bornholm

El terme danès oriental s'utilitza a vegades en lloc de bornholmè, però incloent-hi els dialectes d'Escània (en particular en un context històric). El fons d'això rau en la pèrdua de les províncies originalment daneses de Blekinge, Halland i Escània davant Suècia el 1658. L'illa de Bornholm al Mar Bàltic també pertany a aquest grup, però va tornar a domini danès el 1660. Això vol dir que l'idioma que es parla en aquesta part de Suècia és descendent d'una variant regional del danès, mentre que el llenguatge escrit utilitzat és estàndard suec, que es va desenvolupar a Uppsala i Estocolm. De la mateixa manera, la llengua noruega es classifica com un descendent del nòrdic occidental, mentre que el llenguatge escrit utilitzat per la gran majoria a Noruega es deriva d'una variant més antiga de l'estàndard danès. Fa unes generacions, encara es podia argumentar que els dialectes clàssics parlats a les províncies del sud de Suècia eren més danès oriental que no pas suec, i eren similars al dialecte de Bornholm. Avui en dia, l'afluència de vocabulari danès estàndard, i del suec estàndard ha significat en general que els dialectes Escània i Bornholm estiguin més a prop dels estàndards nacionals modernes dels seus respectius països d'acollida que entre si. El dialecte bornholmès també ha mantingut fins avui dia moltes característiques antigues, com una distinció entre tres gèneres gramaticals, que els dialectes danesos insulars centrals van perdre durant el segle xx. El danès estàndard té dos gèneres i la forma definida dels substantius es forma per l'ús de sufixos, mentre el jutlàndic occidental té un sol gènere i la forma definida dels substantius utilitza un article abans que el nom en si mateix, de la mateixa manera que ho fan les llengües germàniques occidentals. Avui en dia, l'estàndard danès és més similar al grup dialectal del danès insular,

## Característiques
És la llengua escandinava que més ha divergit respecte a l'antic nòrdic, no només amb una enorme simplificació gramatical (pas de tres gèneres a dos: comú i neutre, pèrdua de bona part de la flexió verbal) sinó també fonològicament, amb una notable reducció i assimilació tant de consonants com de vocals. Així hi destaca la sonorització de certes oclusives sordes, que passen de «p, t, k» a «b, d, g». Aquesta modificació consonàntica, independent de la que patí l'alt alemany (segona mutació consonàntica germànica), l'allunya de tota la resta de llengües germàniques, tal com es pot veure a la taula següent:
| Català                                  | Danès     | Noruec (bokmål) | Neerlandès  | Anglès    | Mutació consonàntica |
| comprar córrer (nl: caminar; en:saltar) | købe løbe | kjøpe løpe      | kopen lopen | shop leap | p → b                |
| fora seure                              | ud sidde  | ut sitte        | uit zitten  | out sit   | t → d                |
| llibre setmana                          | bog uge   | bok uke         | boek week   | book week | k → g                |

## Sons

### Vocals
El danès és un idioma pla i monòton comparat amb els tonals noruec i suec. La r és uvular, molt profunda i produïda rere la gola, contrari al que passa als idiomes eslaus i llatins.
Dues de les característiques importants són:
- La d suau.
- El stød (literalment, empenta), una parada o espasme gutural que causa una interrumpció brusca d'un so (una vocal), per donar lloc a l'emissió ràpida del so següent. Es correlaciona amb un dels dos tons lingüístics que existeixen en el suec i el noruec i que permet la diferenciació de paraules amb la mateixa ortografia. L'stød només existeix al danès.

|                | Anterior   | Anterior      | Central | Posterior  | Posterior |
| -------------- | ---------- | ------------- | ------- | ---------- | --------- |
| no arrodonida  | arrodonida | no arrodonida | Central | arrodonida |           |
| Tancada (alta) | i          | y             |         |            | u         |
| Semitancada    | e          | ø             |         |            | o         |
| Intermèdia     |            |               | ə       |            |           |
| Semioberta     | ɛ          | œ             | ɐ       |            | ɔ         |
| Oberta (baixa) |            |               | a       | ɑ          | ɒ         |

El danès modern estàndard té 14 fonemes vocàlics. Totes les vocals poden ser llargues o curtes, tret de dues, que són la schwa i /ɐ/. Les realitzacions llargues i curtes sovint difereixen en qualitat i hi ha diversos al·lòfons que difereixen si apareixen juntament amb una /r/. Per exemple, /ø/ és més baixa quan apareix abans o després de /r/, i /a/ es pronuncia [æ] quan és llarga.

### Consonants
|             | Bilabial | Bilabial | Labiodental | Labiodental | Alveolar | Alveolar | Alveolo- palatal | Alveolo- palatal | Palatal | Palatal | Velar | Velar | Uvular- faringeal | Uvular- faringeal | Glotal | Glotal |
| ----------- | -------- | -------- | ----------- | ----------- | -------- | -------- | ---------------- | ---------------- | ------- | ------- | ----- | ----- | ----------------- | ----------------- | ------ | ------ |
| Oclusives   | pʰ       | b        |             |             | tˢ       | d        |                  |                  |         |         | kʰ    | g     |                   |                   |        |        |
| Nasals      | m        | m        |             |             | n        | n        |                  |                  |         |         | ŋ     | ŋ     |                   |                   |        |        |
| Fricatives  |          |          | f           | f           | s        | s        | (ɕ)              | (ɕ)              |         |         |       |       |                   |                   | h      | h      |
| Aproximants |          |          | v           | v           | ð, l     | ð, l     |                  |                  | j       | j       |       |       | r                 | r                 |        |        |

Les consonants /b/ /d/ i /g/ són ensordides en tots els contexts. Les consonants /v/ i /ð/ sovint tenen una petita fricació, però es pronuncien usualment com aproximants. La diferència entre /pʰ ~ b/, /tˢ ~ d/ i /kʰ ~ g/ és només a principi de paraula o al començament d'una síl·laba tònica. D'aquí que lappe i labbe són pronunciades [labə]. La combinació de /sj/ es realitza com a alveolo-palatal fricativa, [ɕ], fent possible postular un fonema temptatiu /ɕ/ en danès. La consonant /r/ pot ser descrita com a "tautosil·làbica", això significa que pren la forma d'una consonant fonètica o una vocal. Al començament d'una paraula o després d'una consonant, es pronuncia com a fricativa uvular, [ʁ], però a la majoria de les altres posicions com una no sil·làbica vocal central baixa, [ɐ] (que és gairebé idèntica a com /r/ es pronuncia sovint en alemany) o simplement es combina amb la vocal precedent. El fenomen és també comparable a les pronunciacions no ròtiques en anglès.

## Gramàtica

### Substantius
Hi ha dos gèneres gramaticals per als substantius: comú i neutre. Tot i que la major part dels substantius (el 75%) són comuns, el gènere no és fàcilment predictible i, en general, cal memoritzar-lo.

### Articles
Una característica distintiva dels idiomes escandinaus, entre ells el danès, és l'article definit enclític. Un exemple:
- Un home (indefinit) → en mænd
- L'home (definit) → mænden

L'article indefinit pren les formes següents:
- en precedeix els substantius de gènere comú.
- et precedeix els substantius de gènere neutre.

L'article definit és:
- -en al final dels substantius de gènere comú.
- -et al final dels substantius de gènere neutre.

No obstant això, quan el substantiu és precedit per un adjectiu, aquest declina i l'article definit enclític (al final) es perd i es reemplaça per una partícula:
- den amb els substantius de gènere comú.
- det amb els substantius de gènere neutre.